# 圣桑松拉波特里
圣桑松拉波特里（法語：Saint-Samson-la-Poterie，法語發音：[sɛ̃ sɑ̃sɔ̃ la pɔtʁi]）是法国瓦兹省的一个市镇，属于博韦区。

## 地理
圣桑松拉波特里（49°35'38"N, 1°44'31"E）面积4.3 平方千米，位于法国上法蘭西大區瓦兹省，该省份为法国北部内陆省份，北起索姆省，西接厄尔省和滨海塞纳省，南至塞纳-马恩省和瓦兹河谷省，东临埃纳省。
与圣桑松拉波特里接壤的市镇（或旧市镇、城区）包括：康波、泰兰河畔卡尼、泰兰河畔埃里库尔、维莱韦尔蒙、欧塞。

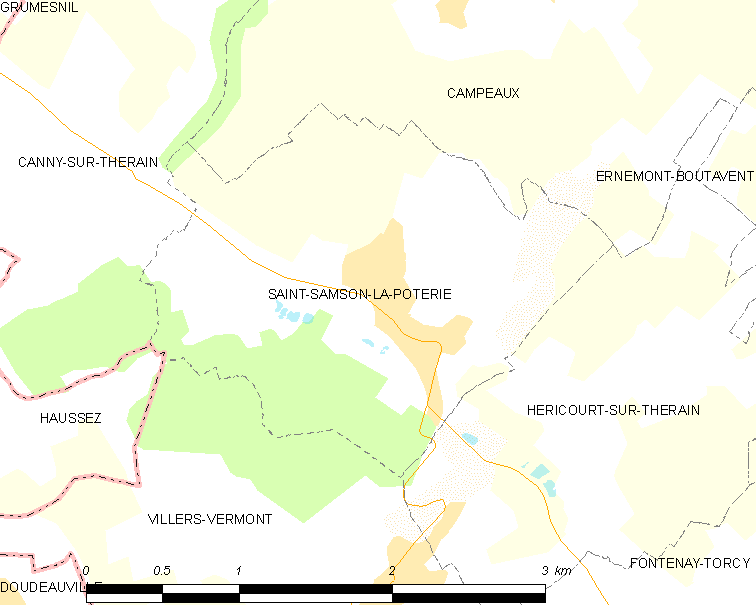
圣桑松拉波特里的OSM定位图

圣桑松拉波特里的时区为UTC+01:00、UTC+02:00（夏令时）。

## 行政
圣桑松拉波特里的邮政编码为60220，INSEE市镇编码为60596。

## 政治
圣桑松拉波特里所属的省级选区为格朗维利耶县。

## 人口

1962-2008年间圣桑松拉波特里人口变化图示

圣桑松拉波特里于2022年1月1日时的人口数量为231人。